# Infanterie-Division Rässler
Die Infanterie-Division Rässler (auch Division Rässler oder Division Räßler), später Division z. b. V. 616, war eine deutsche Infanteriedivision im Zweiten Weltkrieg.

## Divisionsgeschichte
Die Division wurde nach ihrem einzigen Kommandeur Generalmajor Rudolf Rässler benannt.
Die Division wurde am 11. September 1944 im rückwärtigem Heeresgebiet der Heeresgruppe G durch den Wehrkreis VI im Wehrkreis XII aufgestellt. Ende Dezember 1944 wurden die Truppenteile der Division an das LXXXIX. Armeekorps abgegeben und die Division aufgelöst.
Im Januar 1945 folgte die Neuaufstellung und der ehemalige Stab wurde nach Landau verlegt. Hier wurde er zum Divisionsstab z. b. V unter der Heeresgruppe G. Im Februar/März 1945 war der Divisionsstab der 1. Armee unterstellt und operierte in der Rheinpfalz. Im April 1945 wurde am Mittelrhein, ebenfalls der 1. Armee und darin dem XIII. SS-Armeekorps unterstellt, der Stab zur Aufstellung der Division z. b. V. 616 verwendet. Im gleichen Monat wurde die Division durch die Alliierten im Bereich Mittelrhein überrannt.